# Achterhoek
L'Achterhoek (en néerlandais : [ˈɑxtərɦuk]  ; « arrière-coin ») est une région de l'est des Pays-Bas. Elle couvre la partie est de la province de Gueldre, généralement comprise entre l'IJssel à l'ouest et la frontière avec l'Allemagne au sud-est. Au nord, elle borde la Twente et le Salland. Le caractère de la région est fortement rural.

## Géographie
Outre une région naturelle, l'Achterhoek est également une région COROP.
Les villes les plus importantes sont Doetinchem (sa capitale officieuse), Winterswijk, Doesburg et Zutphen. Les bois autour de Winterswijk sont renommés pour être particulièrement plaisants ; Natuurmonumenten décrit cette partie de la région ainsi :

« Autour de Winterswijk, le temps semble parfois s'être arrêté. Ici, des ruisseaux idylliques serpentent encore à travers le paysage agricole, avec ses bois, ses champs, ses chemins et ses haies. »

## Drapeau
Bien qu'il n'y ait pas de drapeau officiel pour l'Achterhoek, un drapeau non-officiel est largement utilisé dans la région.

## Histoire
Doesburg et Zutphen sont des villes qui faisaient partie de la Ligue hanséatique.

## Transports
L'Achterhoek est desservie par trois lignes de chemin de fer : de Zutphen à Winterswijk, de Winterswijk à Zevenaar et de Zutphen à Glanerbrug (en Overijssel). Ces trois lignes ont une vocation régionale, ce qui signifie qu'elles ne sont pas parcourues par les services nationaux (Intercity) des Nederlandse Spoorwegen (NS).

## Économie
L'Achterhoek est une région généralement prospère, disposant d'un tissu économique développé d'entreprises familiales dans l'industrie manufacturière.
La bière Grolsch a d'abord été brassée à Groenlo.

## Communes de l'Achterhoek
- Aalten
- Berkelland
- Bronckhorst
- Doesburg
- Doetinchem
- Lochem
- Oost Gelre
- Oude IJsselstreek
- Winterswijk
- Zutphen